# الهيئة العامة لقصور الثقافة (مصر)
الهيئة العامة لقصور الثقافة هي هيئة حكومية مصرية تابعة لوزارة الثقافة، تهدف إلى المشاركة في رفع المستوى الثقافي وتوجيه الوعي القومي للجماهير في مجالات السينما والمسرح والموسيقى والفنون الشعبية والتشكيلية ونشاط الطفل وخدمات المكتبات في المحافظات.
بدأ نشاط الهيئة عام 1945 تحت مسمي الجامعة الشعبية، وتغير اسمها في سنة 1965 إلي جهاز الثقافة الجماهيرية. في عام 1989 صدر القرار رقم 63 لتتحول إلي هيئة عامة ذات طبيعة خاصة وأصبح اسمها الهيئة العامة لقصور الثقافة وتابعة لوزارة الثقافة.

## الأهداف
تهدف الهيئة إلى المشاركة في رفع المستوى الثقافى وتوجيه الوعى القومى للجماهير في مجالات السينما والمسرح والموسيقى والفنون الشعبية والفنون التشكيلية وخدمات المكتبات في المحافظات من خلال بيوت وقصور الثقافة والمكتبات وذلك على النحو التالى:
- في مجال الثقافة العامة: تنشيط الحركة الأدبية في المحافظات وإذكاء روح البحث والابتكار وتبنى الأفكار المستحدثة وتشجيع الدراسات الحرة.
- في مجال المسرح: الاهتمام بنشر الثقافة المسرحية بين الجماهير والإشراف الفنى على النشاط المسرحى بالمحافظات.
- في مجال الموسيقى: رفع مستوى التذوق بين الجماهير ورعاية المواهب بالمحافظات.
- في مجال الفنون الشعبية والحرف البيئية: دراسة الفن الشعبي بمدلوله الواسع من أدب ومأثورات شعبية زخرفية وفنون صناعية شعبية وغناء ورقص وموسيقى في كل بيئة والإشراف الفنى على فرق الفنون الشعبية بالمحافظات.
- في مجال الثقافة السينمائية: إعداد الدراسات العلمية والفنية عن السينما ونشر دليل سنوى وكتب ونشرات ومجلات عن الثقافة السينمائية وإقامة المهرجانات والمسابقات وأسابيع الأفلام والإشراف على نوادى السينما بالمحافظات وإنتاج الأفلام التسجيلية وأفلام الأطفال بهدف التثقيف الجماهيرى.
- في مجال الفنون التشكيلية: تنشيط حركة الفنون التشكيلية بالمحافظات من خلال المراسم والمعارض والندوات واكتشاف ورعاية الموهوبين.
- في مجال المكتبات: رفع مستوى خدمات المكتبات في مراكز الثقافة ومكتباتها الفرعية وذلك بتزويدها بالكتب وتيسير الإطلاع للجماهير.
- في مجال المساعدات الثقافية: تقديم المساعدات للجمعيات الثقافية ماليًا وأدبيًا وفنيًا.
- في مجال ثقافة القرية: إجراء البحوث الميدانية والمسح الثقافى والتجارب بهدف الوصول إلى أنسب صيغ الخدمات الثقافية التي يجب أن تقدم للقرية المصرية.
- في مجال ثقافة الطفل: إجراء الدراسات والبحوث الميدانية حول احتياجات الطفل الثقافية والفنية..
- في مجال ثقافة العمال: إجراء الدراسات والبحوث الفنية في مجالات الثقافة العمالية.
- في مجال ثقافة المرأة: أتاحة فرص التنمية الثقافية والفنية للمرأة.
- في مجال التدريب وتبادل الخبرات: الارتقاء بمستوى الأداء للعاملين بالهيئة وعقد دورات تدريبية وتأهيلية تخصصية في مجالات الثقافة الجماهيرية في الوطن العربى والعمل على تبادل الخبرات على المستوى المحلى والعربي.[3]

## الإصدارات

### سلسلة الذخائر
سلسلة شهرية.. تعنى بإعادة طباعة المؤلفات التراثية في الأدب والتاريخ والفكر العربي، كما تنشر نصوصا محققة للمرة الأولى ويتولى رئاسة تحريرها الأستاذ الدكتور/ محمود إسماعيل أستاذ متفرغ في التاريخ الإسلامي بجامعة عين شمس.
1. ديوان أبي الطيب المتنبي، تحقيق: د. عبد الوهاب عزام، (1)
2. الإشارات الإلهية، لأبي حيان التوحيدي، تحقيق: د. عبد الرحمن بدوي، (2)
3. قصة الحلاج وما جرى له مع أهل بغداد، تحقيق: سعيد عبد الفتاح، (3)
4. ديوان الحماسة، لأبي تمام، تحقيق: د. عبد المنعم أحمد، جزءان، (4-5)
5. رسائل إخوان الصفا، 4أجزاء، (6-9)
6. كتاب التيجان، لوهب بن منبه، (10)
7. ألف ليلة وليلة، 8أجزاء، (11-18)
8. تجريد الأغاني، لابن واصل الحموي، تحقيق: د. طه حسين، أ. إبراهيم الإبياري، 6أجزاء، (19-24)
9. الحكايات العجيبة والأخبار الغريبة، تحقيق: هنس وير، جزءان، (25-26)
10. حلبة الكميت، لشمس الدين محمد بن الحسن النواجي، (27)
11. البرصان والعرجان والعميان والحولان، للجاحظ، شرح وتحقيق: عبد السلام هارون، جزءان، (28-29)
12. رسائل ابن عربي، لمحيي الدين بن عربي، جزءان، (30-31)
13. منامات الوهراني، تحقيق: إبراهيم شعلان، ومحمد نغش العاملي، مراجعة: د. عبد العزيز الأهواني، (32)
14. الكشكول، لبهاء الدين العاملي، تحقيق: الطاهر أحمد الزاوي، جزءان، (33-34)
15. أخبار الأول فيمن تصرف في مصر من أرباب الدول، للإسحاقي المنوفي، (35)
16. بدائع الزهور في وقائع الدهور، لابن إياس، تحقيق: محمد مصطفى، 13جزء، (36-48)
17. فتوح مصر والمغرب، لابن عبد الحكم، تحقيق: عبد المنعم عامر، جزءان، (49-50)
18. المواعظ والاعتبار، للمقريزي، 4أجزاء، (51-54)
19. سيرة أحمد بن طولون، للبلوي، تحقيق: محمد كرد علي، (55)
20. مجموعة مصنفات شيخ إشراق، للسهروردي، تصحيح: هنري كربين، جزءان، (56-57)
21. اتعاظ الحنفا، للمقريزي، تحقيق: جمال الدين الشيال، ومحمد حلمي محمد أحمد، 3أجزاء، (58-60)
22. مقالات الإسلاميين، للأشعري، تصحيح: هلموت ريتر، (61)
23. ديوان أبي نواس، للحسن بن هانئ الحكمي، تحقيق: غريغور شولر، وإيفالد فانغر، 4أجزاء، (62-65)
24. ولاة مصر، لمحمد بن يوسف الكندي، تحقيق: د. حسين نصار، (66)
25. المنتخب من أدب العرب، جزءان، (67، 69)
26. الهوامل والشوامل، لأبي حيان التوحيدي ومسكويه، (68)
27. نوادر المخطوطات، تحقيق: عبد السلام هارون، جزءان، (70-71)
28. طبقات فحول الشعراء، لابن سلام الجمحي، تحقيق: محمود محمد شاكر، جزءان، (72-73)
29. الحيوان، للجاحظ، تحقيق: عبد السلام هارون، 7أجزاء، (74-80)
30. كتاب الأشباه والنظائر، للخالدين، تحقيق: د. السيد محمد يوسف، (81)
31. سيرة صلاح الدين، لابن شداد، تحقيق: د. كمال الدين الشيال، (82)
32. الإمتاع والمؤانسة، للتوحيدي، تحقيق: أحمد أمين، وأحمد الزين، (83)
33. ديوان تميم بن المعز، تقديم: إبراهيم الدسوقي جاد الرب، (84)
34. البيان والتبيين، للجاحظ، تحقيق: عبد السلام هارون، 4أجزاء، (85-88)
35. المغرب في حلى المغرب، لابن سعيد الأندلسي، تحقيق: د. شوقي ضيف، (89)
36. الفتح القسي في الفتح القدسي، للعماد الأصفهاني، تحقيق: محمد محمود صبح، (90)
37. ديوان ابن سناء الملك، تحقيق: د. محمد إبراهيم نصر، (91)
38. السيف المهند في سيرة الملك المؤيد، لبدر الدين العيني، تحقيق: فهيم محمد شلتوت، (92)
39. معجم الشعراء، للمرزباني، تحقيق: عبد الستار أحمد فراج، (93)
40. فاكهة الخلفاء ومفاكهة الظرفاء، لابن عرب شاه، تحقيق: د. محمد رجب النجار، (94)
41. أساس البلاغة، للزمخشري، طبعة مركز تحقيق التراث بدار الكتب المصرية، جزءان، (95-96)
42. مقاتل الطالبيين، لأبي الفرج الأصفهاني، تحقيق: السيد أحمد صقر، جزءان، (97-98)
43. الصاحبي، لابن فارس، تحقيق: السيد أحمد صقر، (99)
44. التعريف بابن خلدون ورحلته غربا وشرقا، لابن خلدون، تحقيق: محمد بن تاويت الطنجي، مرتين، (100، 152)
45. عيون الأخبار، لابن قتيبة، 4 أجزاء، (101-104)
46. الفلاكة والمفلوكون، لأحمد بن علي الدلجي، (105)
47. التحدث بنعمة الله، لجلال الدين السيوطي، (106)
48. الاقتباس من القرآن الكريم، للثعالبي، جزءان، (107-108)
49. تحقيق ما للهند من مقولة، لأبي الريحان البيروني، (109)
50. جواهر الألفاظ، لقدامة بن جعفر، (110)
51. العقد الفريد، لابن عبد ربه، 7 أجزاء، (111-117)
52. مفاتيح العلوم، للخوارزمي، (118)
53. المسالك والممالك، للإصطخري، (119)
54. دار الطراز، لابن سناء الملك، (120)
55. الوشي المرقوم في حل المنظوم، لضياء الدين ابن الأثير، (121)
56. الأوراق، للصولي، 3 أجزاء، (122-124)
57. المقتطف من أزهار الطرف، لابن سعيد الأندلسي، (125)
58. كتاب الوزراء والكتاب، للجهشياري، تحقيق: مصطفى السقا وإبراهيم الأبياري وعبد الحفيظ شلبي، (126)
59. أدب الدنيا والدين، للماوردي، تحقيق: مصطفى السقا، (127)
60. نهج البلاغة، شرح: محمد عبده، جزءان، (128-129)
61. صبح الأعشى، للقلقشندي، 16 جزءا، (130-145)
62. الخصائص، لابن جني، 3 أجزاء، (146-148)
63. الفهرست، لابن النديم، جزءان، (149-150)
64. نهاية الإيجاز في سيرة ساكن الحجاز، لرفاعة الطهطاوي، (151)
65. تاريخ ابن خلدون، 7 أجزاء، (153-159)
66. ديوان ابن نباتة المصري، (160)
67. الأخلاق، لأرسطو، ترجمة: إسحاق بن حنين، تحقيق: د. عبد الرحمن بدوي، (161)
68. تفسير الفاتحة وجزء عم، لمحمد عبده، (162)
69. مقامات جلال الدين السيوطي، جزءان، (163-164)
70. ديوان مهيار الديلمي، 3 أجزاء، (165-167)
71. فقه اللغة وسر العربية، لأبي منصور الثعالبي، (168)
72. المختار من الموشحات، لمصطفى السقا وحسين نصار، (169)
73. أخبار أبي تمام، لأبي بكر الصولي، (170)
74. ديوان حسان بن ثابت، تحقيق: سيد حنفي حسنين، (171)
75. جواهر القرآن الكريم، تحقيق: إبراهيم الأبياري، 3 أجزاء، (172-174)
76. طيف الخيال، للشريف المرتضى، تحقيق: حسن كامل الصيرفي
77. قصص العرب، 4 أجزاء، (176-179)
78. الخطابة، لابن سينا
79. الطرائف الأدبية، لعبد العزيز الميمني
80. الأمالي، للقالي، جزءان، (182-183)
81. سمط اللآلي، جزءان، (184-185)
82. الطراز، ليحيى بن حمزة العلوي، 3 أجزاء، (186-188)
83. كتاب الموتى للمصريين القدماء، دراسة: محسن لطفي السيد
84. تاريخ الملك الظاهر
85. نزهة النفوس ومضحك العبوس، لعلي بن سودون البشبغاوي
86. ألف ليلة وليلة، تصحيح: قطة العدوي، جزءان، (192-193)
87. الإلمام، للنويري، 4 أجزاء، (194-197)
88. تفسير القرآن الجليل، لأبي البركات عبد الله بن أحمد، 3 أجزاء، (198-200)
89. سفينة الملك ونفيسة الفلك، لمحمد بن إسماعيل بن عمر
90. نفحات الأنس من حضرات القدس
91. المواقف في التصوف والوعظ، لعبد القادر الجزائري، ج1
92. المواقف في التصوف والوعظ، لعبد القادر الجزائري، ج2
93. التشوف إلى رجال التصوف
94. مجموعة الوثائق الفاطمية، تحقيق: د. جمال الدين الشيال
95. أنوار التنزيل وأسرار التأويل، للبيضاوي، ج1
96. أنوار التنزيل وأسرار التأويل، للبيضاوي، ج2
97. قوانين الدواوين، لابن مماتي
98. السيرة النبوية، لابن هشام، ج1
99. السيرة النبوية، لابن هشام، ج2
100. السيرة النبوية، لابن هشام، ج3
101. السيرة النبوية، لابن هشام، ج4
102. نزهة الحادي بأخبار ملوك القرن الحادي [2012]
103. غرر الخصائص الواضحة وعرر النقائص الفاضحة، للوطواط
104. زهر الآداب وثمر الألباب، للحصري، ج1
105. زهر الآداب وثمر الألباب، للحصري، ج2
106. أقوم المسالك في معرفة أحوال الممالك، للسيد خير الدين التونسي
107. روضة العقلاء ونزهة الفضلاء، لابن حبان، تحقيق: مصطفى السقا
108. مقامات بديع الزمان الهمداني
109. نكت الهميان في نكت العميان، للصفدي
110. الملل والنحل، للشهرستاني
111. تاريخ الإسلام، وفيات 221-230هـ، للذهبي
112. أخبار الزمان ومن أباده الحدثان وعجائب البلدان والغامر بالماء والعمران، للمسعودي
113. الظرائف واللطائف واليواقيت في بعض المواقيت، لأبي منصور الثعالبي
114. طبقات الأمم، لابن صاعد الأندلسي، تحقيق: لويس شيخو
115. التقريب في التفسير، ج1
116. التقريب في التفسير، ج2
117. تهافت الفلاسفة، لأبي حامد الغزالي، تحقيق: د. سليمان دنيا [2017]
118. تهافت التهافت، لابن رشد، تحقيق: د. سليمان دنيا، ج1 [2017]
119. تهافت التهافت، لابن رشد، تحقيق: د. سليمان دنيا، ج2 [2017]
120. الشعر والشعراء، لابن قتيبة، تحقيق: أحمد شاكر، ج1
121. الشعر والشعراء، لابن قتيبة، تحقيق: أحمد شاكر، ج2
122. فصل المقال فيما بين الحكمة والشريعة من الاتصال، لابن رشد، تحقيق: د. محمد عمارة
123. حي بن يقظان، لابن سينا وابن طفيل والسهروردي، ت: أحمد أمين
124. معجز أحمد، لأبي العلاء المعري، تحقيق: عبد المجيد دياب، ج1
125. معجز أحمد، لأبي العلاء المعري، تحقيق: عبد المجيد دياب، ج2
126. معجز أحمد، لأبي العلاء المعري، تحقيق: عبد المجيد دياب، ج3
127. معجز أحمد، لأبي العلاء المعري، تحقيق: عبد المجيد دياب، ج4
128. أسرار البلاغة، لعبد القاهر الجرجاني، تحقيق: محمد رشيد رضا عن نسخة محمد عبده
129. دلائل الإعجاز، لعبد القاهر الجرجاني، تحقيق: محمد رشيد رضا عن نسخة محمد عبده
130. تاريخ بخارى، لمحمد بن جعفر النوشخي
131. الأصنام، للسائب الكلبي، تحقيق: أحمد زكي باشا
132. المفضليات، للمفضل الضبي، تحقيق: عبد السلام هارون وأحمد شاكر
133. الأصمعيات، للأصمعي، تحقيق: عبد السلام هارون وأحمد شاكر
134. مقامات بديع الزمان ورسائله، تحقيق: محمد عبده، ج1
135. مقامات بديع الزمان ورسائله، جمع: إبراهيم أفندي الأحدب، ج2
136. مشارق أنوار القلوب ومفاتيح أسرار الغيوب، لابن الدباغ، تحقيق: هلموت ريتر
137. الحماسة، للبحتري
138. الفروق في اللغة، لأبي هلال العسكري
139. حسن المحاضرة في تاريخ مصر والقاهرة، لجلال الدين السيوطي، تحقيق: محمد أبو الفضل إبراهيم، ج1 [2019]
140. حسن المحاضرة في تاريخ مصر والقاهرة، لجلال الدين السيوطي، تحقيق: محمد أبو الفضل إبراهيم، ج2 [2019]
141. المحمدون من الشعراء، للقفطي [2019]

### ذاكرة الكتابة
سلسلة شهرية.. تعنى بنشر أبرز الأعمال الفكرية والثقافية والنقدية التي طبعت في بدايات القرن العشرين ويتولى رئاسة تحريرها الأستاذ الدكتور/ أحمد زكريا الشلق أستاذ التاريخ الحديث والمعاصر بكلية الآداب جامعة عين شمس.
- 92 تراث العرب العلمي، قدري حافظ طوقان
- 98 علم التاريخ، هرنشو، ترجمة: عبد الحميد العبادي
- 110 روح التربية، غوستاف لوبون، ترجمة: طه حسين، تقديم: جمال العسكري
- 111 الثقافة والثورة، محمود أمين العالم
- 112 قادة العلوم، هنري توماس ودانالي توماس
- 117 على باب زويلة، محمد سعيد العريان
- 125 صاحب الأغاني أبو الفرج الأصفهاني، محمد أحمد خلف الله
- 133 حاضر المصريين، محمد عمر
- 134 قصة الكيمياء، برنارد جافي، ترجمة: أحمد ذكي
- 135 الدستور المصري 1923 والحكم النيابي في مصر، ألبرت شقير
- 136 من بعيد، طه حسين
- 137 سياسة الغد، مريت بطرس غالي
- 138 - 140 التشريع السياسي في مصر، 3 أجزاء
- 141 - 144 مذكراتي في نصف قرن، أحمد شفيق باشا، 4 أجزاء
- 153 - 156 الحرب والسلام، ليو تولستوي، 4 أجزاء
- 166 الموجز في التاريخ المصري، نشره حسن إبراهيم حسن
- 167 - 168 إلياذة هوميروس، تعريب: سليمان البستاني، جزءان
- 170 قصة الإيمان بين الفلسفة والعلم والقرآن، نديم الجسر مفتي طرابلس
- 181 السلوك لمعرفة دول الملوك، المقريزي، ت: عبد العزيز جمال الدين، ج1 [2017]
- 187 - 188 الشاهنامه، جزءان
- 195 - 197 الكوميديا الإلهية، ترجمة: حسن عثمان، 3 أجزاء
- 198 مباهج الألباب في مناهج الآداب، رفاعة الطهطاوي
- 199 المرشد الأمين للبنات والبنين، رفاعة الطهطاوي
- 200 تخليص الإبريز في تلخيص باريز، رفاعة الطهطاوي
- 216 الأعمال الكاملة للشيخ مصطفى عبد الرازق، تحقيق: د. عصمت نصار

### سلسلة الفلسفة
تعنى بنشر الأعمال الفلسفية، ويرأس تحريرها الأستاذ الدكتور/ سعيد توفيق.
- 1 للوحي معان أخرى، محمد عثمان الخشت
- 2 حالة ما بعد الحداثة الفلسفة والفن، بدر الدين مصطفى
- 4 قصة الصراع بين الفلسفة والسلطة، حسن حماد
- 9 مقال عن: المنهج الفلسفى عند ابن رشد، فاطمة إسماعيل
- 14 فلسفة الفن عند هربرت ماركوزة، حنان مصطفى
- 15 فلسفة العلم عند هانز ريشنباخ، د. حسين علي
- 16 الصوت والصدى
- 17 أقنعة ديكارت العقلانية تتساقط، محمد عثمان الخشت
- 19 فلسفة الغيرية والعيش معا، فتحي التريكي
- 22 في الفلسفة الإسلامية
- 26 تجديد الأصولية الإسلامية في فكر الشيخ عبد المتعال الصعيدي، د. عصمت نصار
- 28 ثلاث محاور في المعرفة، بول فيرابتد، ترجمة: محمد احمد السيد
- 29 قيمة القداسة عند ميرسيا إلياد
- 30 أفول العقل، مراد وهبة
- 31 فلسفة كارل بوبر السياسية، أحمد فاروق
- 32 مفهوم الحقيقة والتسامح عند جون لوك، كرستين عماد
- 33 الأنا المتجسد، سارة عز الدين
- 34 قصة النزاع بين الدين والفلسفة، توفيق الطويل
- 35 الرمز والوعي الجمعى.. دراسات في سوسيولوجيا الأديان، أشرف منصور
- 36 فلسفة التأويل، فاطمة إسماعيل

### سلسلة الدراسات الشعبية
سلسلة شهرية.. تعنى بنشر الدراسات المتعلقة بالفولكلور ونصوص وسير وحكايات وملاحم الأدب الشعبي.
- 128 القط في المعتقد الشعبي، فؤاد مرسي
- 133 - 136 قصة الأمير حمزة البهلوان، 4 أجزاء
- 158 السيرة الهلالية في صعيد مصر، أحمد الليثي
- 180 - 187 سيرة عنترة بن شداد، 8 أجزاء [2018]

### سلسلة كتابات نقدية
سلسلة شهرية.. تعنى بنشر النقد التطبيقي والنظري وتهتم بإبراز نتاج المدارس النقدية والعربية والعالمية ويرأس تحريرها الأستاذ الدكتور حسين حمودة أستاذ الأدب العربى الحديث، بجامعة القاهرة.
- 225 الخطاب النقدي الاستشراقي والشعر العربي، الاستشراق الألماني
- 228 في الأدب المقارن .. أساطير وترجمات، د. توفيق منصور
- 238 في الأدب الإسلامي نحو رؤية جديدة، د. محمد علي سلامة
- 243 رباعيات الخيام بين الأصل الفارسي والترجمات العربية، د. عبد الحفيظ حسن

### مطبوعات وكتب ادبية
- فتافين الصورة - جمال الجزيري
- حمار بين الأغاني - وجدي الأهدل

## وصلات خارجية
- الموقع الرسمي للهيئة.
- الصفحة الرسمية للهيئة على موقع فيس بوك.